# Cavour (C 550)
Il Cavour (distintivo ottico 550 e anche CVH 550) è una portaerei leggera STOVL (per velivoli a decollo corto ed atterraggio verticale) della Marina Militare italiana. Entrata in servizio nel 2009, dal 2011 è la nave ammiraglia della flotta. Pur essendo definita sia dalla Marina Militare italiana, sia dalla Fincantieri, come una portaerei leggera, la Cavour è, di fatto, una portaeromobili (porta sia aerei, precisamente cacciabombardieri multiruolo, sia elicotteri da combattimento), inoltre è classificata con il distintivo "C" che identifica gli incrociatori, che sottolinea ancor di più le caratteristiche multiruolo della nave.

## Costruzione
Commissionato a Fincantieri il 22 novembre 2000, lo scafo è stato impostato il 17 luglio 2001 nel cantiere navale di Riva Trigoso dove il troncone poppiero è stato varato il 20 luglio 2004 (il varo è stato l'ultimo eseguito al cantiere di Riva Trigoso con il tradizionale scivolo diretto in acqua) e trasferito al cantiere navale del Muggiano della Spezia per il collegamento al troncone prodiero e per i lavori di completamento dell'allestimento.
Il 22 dicembre 2006 ha effettuato la prima prova di navigazione ed il 27 marzo 2008 è stato consegnato alla Marina Militare per i collaudi finali, al termine dei quali il 10 giugno 2009 è entrata in servizio con la consegna della bandiera di combattimento avvenuta nel porto di Civitavecchia alla presenza del capo dello Stato Giorgio Napolitano del ministro della difesa Ignazio La Russa, del capo di stato maggiore della Marina ammiraglio di squadra Paolo La Rosa, e delle più alte cariche istituzionali. La bandiera è stata consegnata al comandante della nave, capitano di vascello Gianluigi Reversi dal sindaco di Torino Sergio Chiamparino a nome della città piemontese, suggellando il rapporto ideale del Cavour con la città di Torino. La bandiera è custodita a bordo, in un cofano donato dai gruppi dell'Associazione Nazionale Marinai d'Italia di Piemonte e Valle d'Aosta.
Il Cavour è stato costruito per combinare varie funzionalità fra cui, oltre alla predominante azione aerea tramite modelli V/STOL ed elicotteri, anche scenari di operazioni anfibie, comando complesso e di trasporto di personale civile e militare e di veicoli pesanti. Il Cavour è posto alle dirette dipendenze del Comando in Capo della Squadra Navale.
Il 5 dicembre 2011, al termine delle esercitazioni "Mare Aperto" e AMPHEX 2011, presso la Stazione navale Mar Grande di Taranto, si è svolta l'ultima riunione della Commissione che ha formalmente sancito la conclusione dei "lavori di fine garanzia" della nave ammiraglia della Squadra navale. Al termine della cerimonia con la firma del presidente della commissione ammiraglio ispettore capo Alberto Gauzolino, alla presenza del comandante dell'unità, il capitano di vascello Aurelio De Carolis, il Cavour ha raggiunto la piena capacità operativa. La "Commissione per i lavori di fine garanzia" aveva lavorato, sin dal 2009, in piena sinergia con l'equipaggio della nave, numerose aziende sotto la guida di Fincantieri e vari enti della Marina Militare, tra cui la Direzione generale per gli armamenti navali, l'Ispettorato logistico e l'Ufficio tecnico navale di Genova.

## Araldica del nome
La nave è stata così chiamata in onore di Camillo Benso di Cavour (dopo aver scartato proposte come Luigi Einaudi ed Andrea Doria) ed è diventata la NUM (Nuova Unità Maggiore) della Marina Militare, affiancando la portaerei Giuseppe Garibaldi. Questo nome ha un significato storico per la Marina Militare, quale riconoscimento per il forte impulso che il Conte di Cavour diede, all'indomani dell'Unità d'Italia, all'espansione ed alla qualificazione della marina italiana sorta dalla fusione delle marine preunitarie. Il nome è stato assegnato a due navi della Regia Marina: un trasporto di prima classe attivo tra il 1885 ed il 1894 e la corazzata Conte di Cavour, affondata dagli inglesi durante la famosa notte di Taranto nel 1940. Significativa anche la scelta dell'identificativo ottico 550 che fu dell'incrociatore Vittorio Veneto, ex nave ammiraglia, in disarmo dal 2006.
Il 14 dicembre 2011, nel porto di Civitavecchia, nel quadro delle celebrazioni del 150º anniversario dell'unità d'Italia, a rimarcare il legame tra la Marina Militare e gli ideali cavouriani di unità d'Italia, Nerio Nesi, amministratore delegato della Fondazione Cavour di Santena (TO), alla presenza del capo di Stato maggiore della Squadra navale ammiraglio di divisione Donato Marzano, ha consegnato, al comandante della nave, capitano di vascello Aurelio De Carolis, cimeli appartenuti a Camillo Benso Conte di Cavour.
I cimeli, provenienti dalla collezione del museo del Castello Cavour di Santena, che saranno custoditi nell'area storica di rappresentanza dell'ammiraglia della Marina Militare, consistono in un collare con placca con astuccio originale del Supremo Ordine della Santissima Annunziata, conferito a Cavour il 30 aprile 1856, un bozzetto originale, modellato dallo scultore conte Annibale Galateri di Genola, del medaglione che ornava il cofano della bandiera di combattimento della corazzata Conte di Cavour e il regio decreto 11 ottobre 1850 di nomina di Camillo Benso Conte di Cavour a ministro della marina, agricoltura e commercio, controfirmato da Massimo d'Azeglio e seguito da copia dell'atto di giuramento.

## Sistema di combattimento
Il massimo strumento offensivo del Cavour resta il vettore aereo, ma la portaerei è dotata di una serie di sistemi d'arma atti ad aumentare le proprie capacità. Il sistema di combattimento è rappresentato da una fitta rete di sensori ed armamenti che garantiscono una difesa costante da qualsiasi tipo di minaccia la nave dovesse incontrare. Il Sistema Automatico di Comando e Controllo della Direzione delle Operazioni di Combattimento è il SADOC-3.
La rete sensoristica è composta da:
- SPY-790 EMPAR: radar volumetrico 3d capace di tracciare 300 tracce e 12 bersagli contemporaneamente, portata superiore ai 100 km;
- SPS-798 EW: radar 3d "early warning" in grado di rilevare minacce ad elevatissima distanza dalla nave (500 tracce simultanee a 300 km di distanza);
- SPS-791 RASS: radar di sorveglianza e di superficie in grado di scoprire unità navali, velivoli a bassissima quota e missili in avvicinamento essendo molto efficace contro i missili sea skimmer;
- SPN-753: radar nautico di ricerca;
- SPN-720: in grado di guidare gli aerei e gli elicotteri in appontaggio;
- SPN-41 A e TACAN SRN-15 A: in grado di far eseguire avvicinamenti di precisione e di fornire informazioni agli aerei in navigazione;
- SNA-2000: sonar di scoperta;
- IR ST SASS: rilevatore infrarosso;
- EWSS: scanner radio in grado di analizzare lo spettro e rilevare eventuali emissioni radio (e quindi anche eventuali radar attivi);
- SLAT: rilevatore di siluri in arrivo;
- IFF SIR R/S: identificazione certa di bersagli.

Armamenti imbarcati:
- 32 celle di lancio verticale per missili ASTER15 antiaerei ed antimissile;
- mitragliere 25/80 KBA;
- CIWS DAVIDE 76/62 per la difesa di punto antimissile ed antiaerea;
- SCLAR-H sistema compatto lanciarazzi;
- SLAT per la difesa antisiluro: è composto dai sottosistemi RATO, CMAT e ALERTO.

## Gruppo aerei imbarcati (GRUPAER)

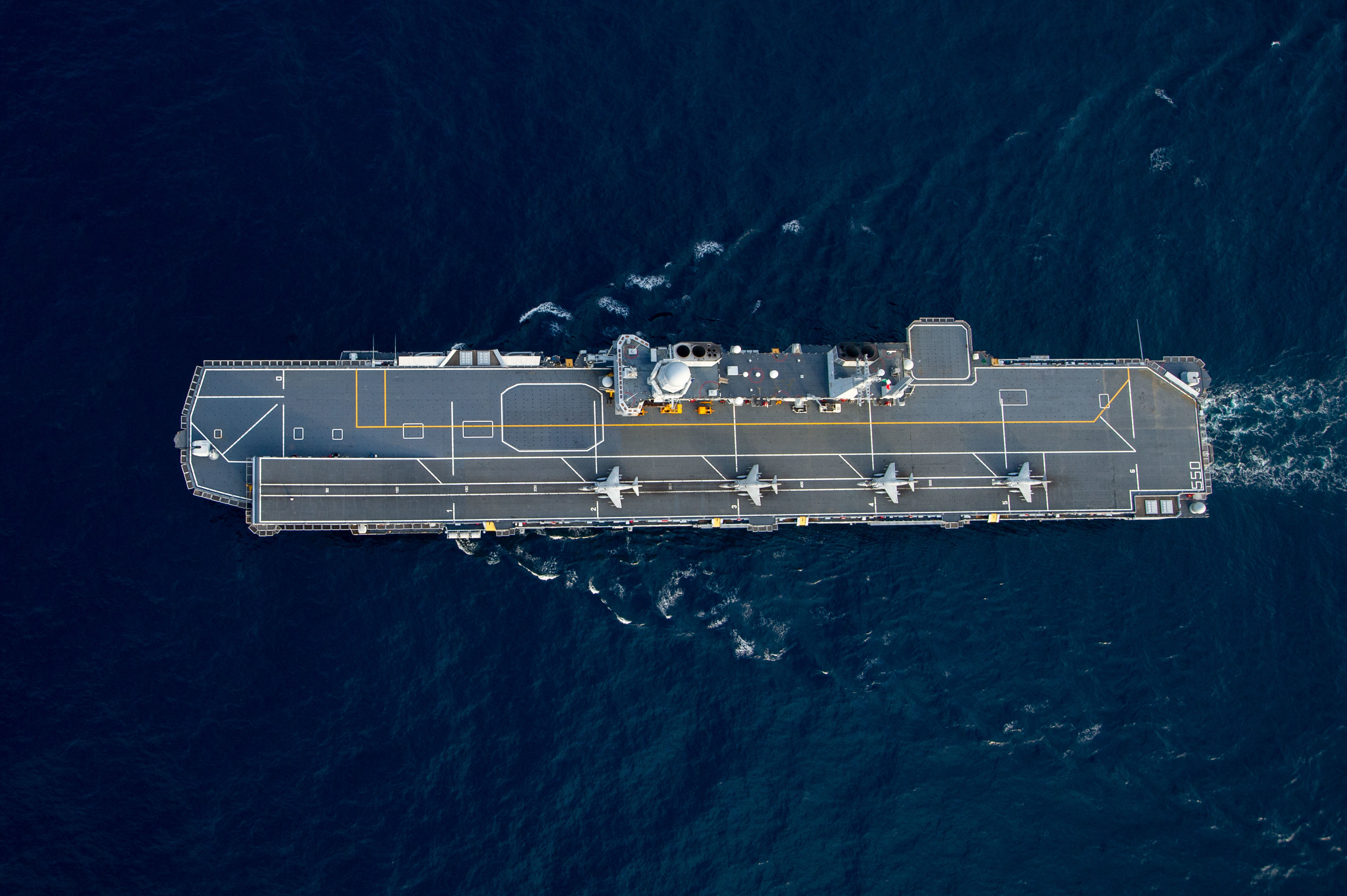
La nave, vista dall'alto

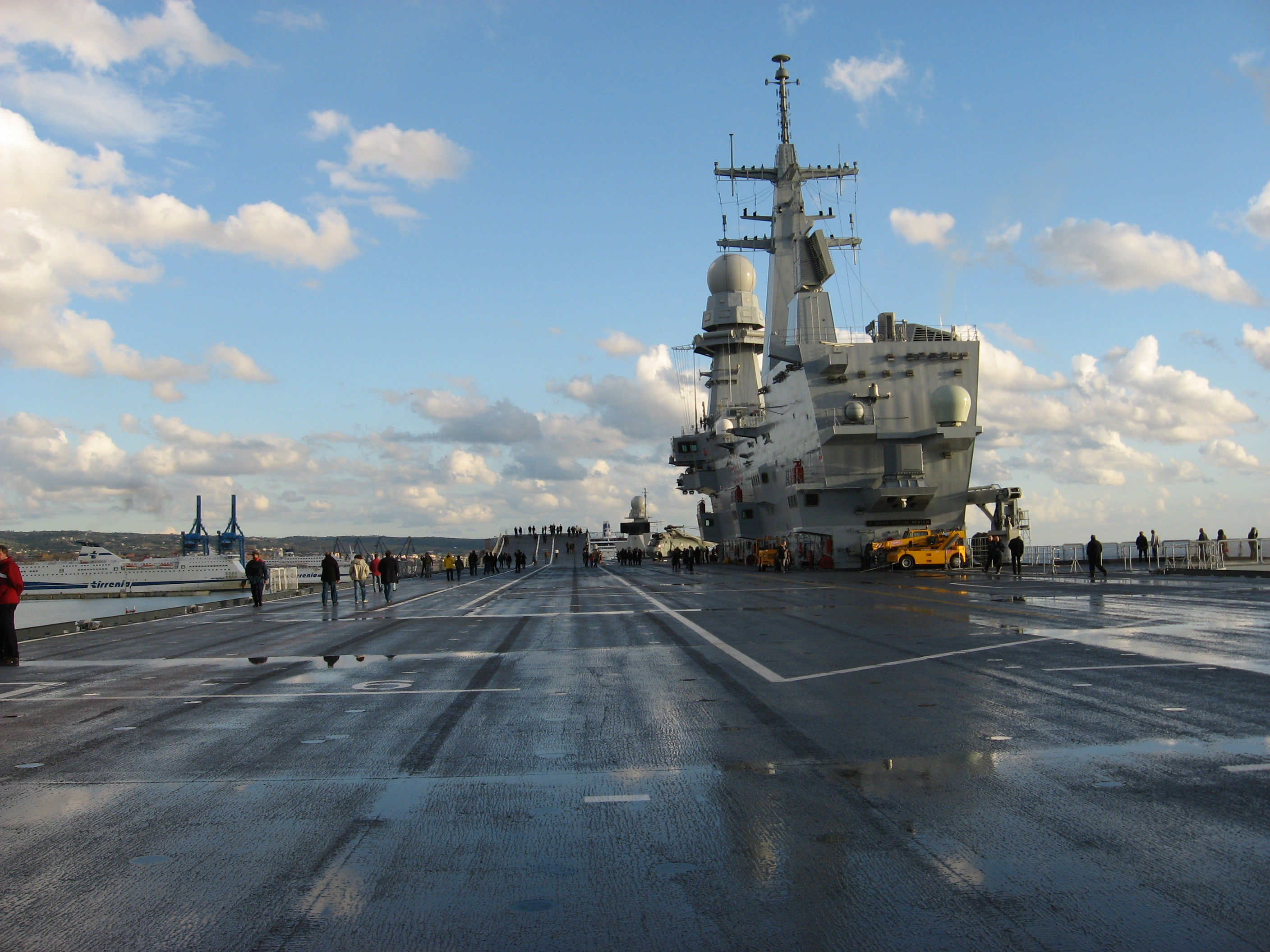
Il ponte di volo visto da poppa

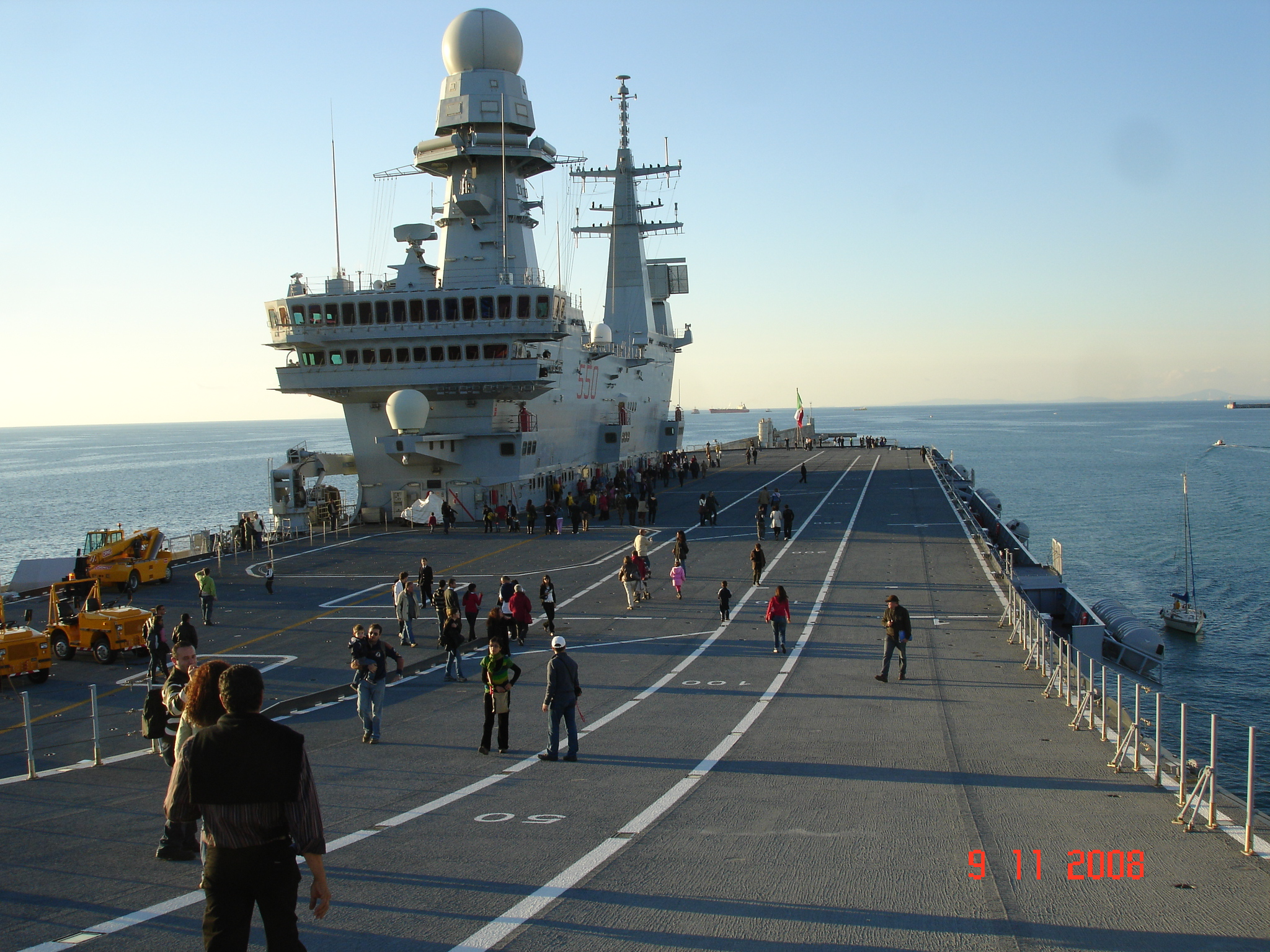
Il ponte di volo visto dal trampolino

Il Cavour imbarca un totale di 20-36 aeromobili, del GRUPAER, il Gruppo aeromobili imbarcati dell'Aviazione Navale. Il gruppo di volo è composto da cacciabombardieri V/STOL F-35B Lightning II che gradualmente sostituiscono i AV-8B Harrier II Plus. Inoltre sono imbarcati elicotteri di vario tipo, dagli SH-3D agli NH-90 ai pesanti EH-101, sia come piattaforme radar (versione AEW su elicotteri) che con compiti di ricerca e soccorso (SAR), di attacco antisommergibile (ASW) o antisuperficie (ASuW).
L'aviorimessa ha una superficie di 2500 m² e i dati ufficiali indicano che «è dimensionato per accogliere fino a 12 elicotteri oppure, in alternativa, 4 elicotteri e max 8 aerei». Per garantire maggiore libertà di movimento in coperta può, in caso di necessità o emergenza, ospitare circa 16 aeromobili nell'aviorimessa. Il ponte di volo ha una dimensione tale che si ipotizza vi si possano parcheggiare fino a un massimo di 24 aeromobili in diverse configurazioni tra aerei ed elicotteri per un massimo complessivo di 40 velivoli. Il ponte di volo misura 220 m × 34,50 m per una superficie di 6,800 m² netti, ossia togliendo lo spazio occupato dall'isola di comando e l'ascensore di prua. Comunque, l'intero ponte di volo così come appare, è lungo 232,36 × 34,50 m, quindi ben oltre le dimensioni considerate come spazio di volo. La lunghezza della pista di decollo è di 180 metri e la larghezza è di 14 metri e termina con una rampa di decollo inclinata di 12°. Risulterebbe in questa configurazione che, in caso di necessità stile "Royal Navy nella guerra delle Falkland", potrebbe trasportare un mix massimo di 36 aeromobili tra caccia F-35 ed elicotteri EH 101 e NH 90, questo per garantire un minimo di movimento degli aeromobili sia sul ponte che nell'aviorimessa (quindi, per ragioni tecniche, non si potranno mai far operare 40 aeromobili, in quanto la nave diverrebbe un semplice trasporto aerei, infatti per operare come portaerei, serve spazio sia per il movimento dei mezzi, sia per le dovute riparazioni nella piazzola officina all'interno dell'aviorimessa).
Nel gennaio del 2011, in seguito ad incremento dei costi e a problemi di sviluppo, il progetto del caccia F-35B STOVL è stato definito "a rischio" dal segretario della difesa degli Stati Uniti d'America Robert Gates. In caso di cancellazione di tale progetto, la Marina Militare non avrebbe potuto sostituire gli ormai datati Harrier II Plus, e sarebbe stata costretta a declassare la nuova portaerei al rango di portaelicotteri, dal momento che il Cavour non ha un ponte di volo adatto al decollo di velivoli ad ala fissa convenzionali. La situazione si è poi sbloccata e gli F35 stanno entrando in servizio in tutti i Paesi che se ne sono dotati ed alcuni esemplari sono stati già impiegati in missioni operative.

## Altri dettagli

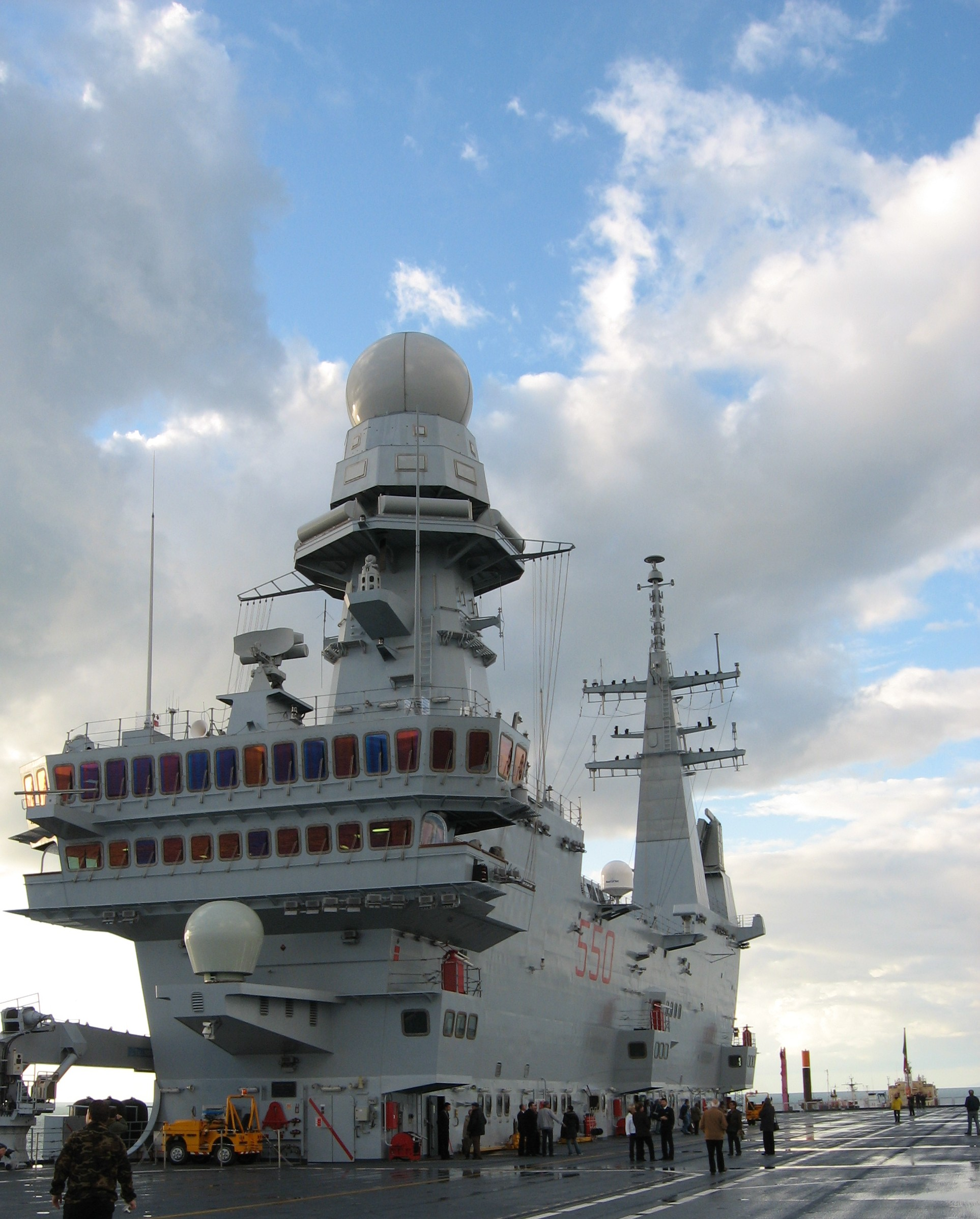
L'isola laterale della portaerei

La Marina Militare Italiana, dopo l'entrata in servizio del Garibaldi, aveva pianificato l'acquisizione di un'altra portaereomobile che doveva avere caratteristiche simili a quelle dell'ammiraglia della flotta italiana dell'epoca, potendo però disporre di un ponte più grande e con un dislocamento leggermente superiore (15000 t) a vuoto.
Il progetto venne però cancellato dopo la fine della guerra fredda, quando i requisiti della Marina militare italiana cambiarono e si passò al progetto 156.
La nuova portaereomobile, infatti, avrebbe dovuto avere un tonnellaggio tra le 18 000 e le 20 000 tonnellate, con una lunghezza di 200 metri e una larghezza di 34 metri e in grado di imbarcare 10/12 AV-8B+ e 6/8 EH-101.
Nel 1995 si decise di optare per un'unità anfibia di 13 000 tonnellate, ma successivamente si passò ad una nuova unità anfibia maggiore, in grado di imbarcare 4 AV-8B e 6/8 EH-101; alla fine si passò al progetto 163/168 a favore di una nuova nave da più di 27 000 tonnellate di dislocamento a pieno carico, ossia il Cavour, poi consegnato alla Marina italiana nella primavera del 2008.
Altre ulteriori modifiche fatte nel 2008 renderanno il tonnellaggio massimo della nave vicino alle 30 000 tonnellate in caso d'imbarco di mezzi militari di massimo peso per operazioni aeronavali di supporto ad eventuali sbarchi.
La nave è predisposta per ospitare un comando navale complesso (MCC) e, a tal fine, dispone di 174 postazioni di lavoro tutte connesse alla 5 diverse reti telematiche disponibili, nonché di specifiche 12 aree di lavoro dedicate e riconfigurabili.
Le capacità ospedaliere si basano su 2 sale operatorie e 32 posti di degenza, su una superficie complessiva di 400 m².
Il Cavour, a differenza di altre unità della flotta, è stato concepito con una capacità duale: è in grado, cioè, di compiere anche missioni di natura non militare, soprattutto in caso di calamità. La portaerei può imbarcare un completo posto comando per la Protezione Civile e garantire energia elettrica, acqua potabile, pasti caldi e supporto sanitario, oltre che a fungere come snodo di smistamento dei soccorsi. Il vantaggio, già sperimentato in altri interventi della Marina Militare degli ultimi anni, è quello di poter agire dal mare, indipendentemente dallo stato delle infrastrutture della zona sinistrata.
Per tali emergenze, il Cavour può dispiegare a terra, grazie agli aeromobili, un centro di assistenza per 250 persone e può aiutare nell'evacuazione della popolazione civile con 700 posti letto. L'infermeria è altresì dotata di due sale operatorie complete, che possono operare in contemporanea per gli interventi più complessi, accogliendo all'occorrenza personale medico civile.
L'impianto di propulsione dell'unità, con i suoi 88000 kW generati da quattro turbine General Electric - Avio, è il più potente non nucleare realizzato al mondo negli ultimi decenni.
La centrale operativa di combattimento (COC) ha 150 postazioni operative informatizzate e schermi al plasma di grandi dimensioni per visualizzare i contenuti informativi necessari allo svolgimento delle operazioni.

### L'ammodernamento del 2018
Il 7 dicembre 2018 la nave è stata trasferita presso l'Arsenale militare marittimo di Taranto, per effettuare lavori di adeguamento finalizzati all'imbarco dei nuovi F-35 nella versione B, che andranno a sostituire gli Harrier. I lavori, per un importo pari a 74 milioni di euro, l'hanno mantenuta fuori servizio fino all'estate 2020. Nel frattempo la portaerei Garibaldi è tornata ad essere nave ammiraglia della Marina Militare.
Ai lavori di ammodernamento hanno partecipato le aziende italiane leader nel campo della difesa, quali Fincantieri e Leonardo, oltre al contributo delle esperte maestranze dell'arsenale. Si è operata una metallizzazione della struttura del ponte di volo, volta a contenere l'impatto dei velivoli F-35 B sullo stesso. Dal 26 novembre 2019, la nave (la quale è, con le sue 27.000 tonnellate, la più grande ad essere mai entrata nel bacino di carenaggio Edgardo Ferrati di Taranto) è uscita dall'arsenale, pronta a riprendere le sue consuete attività. Al 2019, grazie ai lavori di cui sopra, il Cavour rappresenta, insieme alle portaerei STOVL britanniche della classe Queen Elizabeth e alle unità portaerei statunitensi, l'unico mezzo navale di questo tipo in grado di operare con i caccia F-35.

### Prove di qualifica per l'imbarco degli F-35

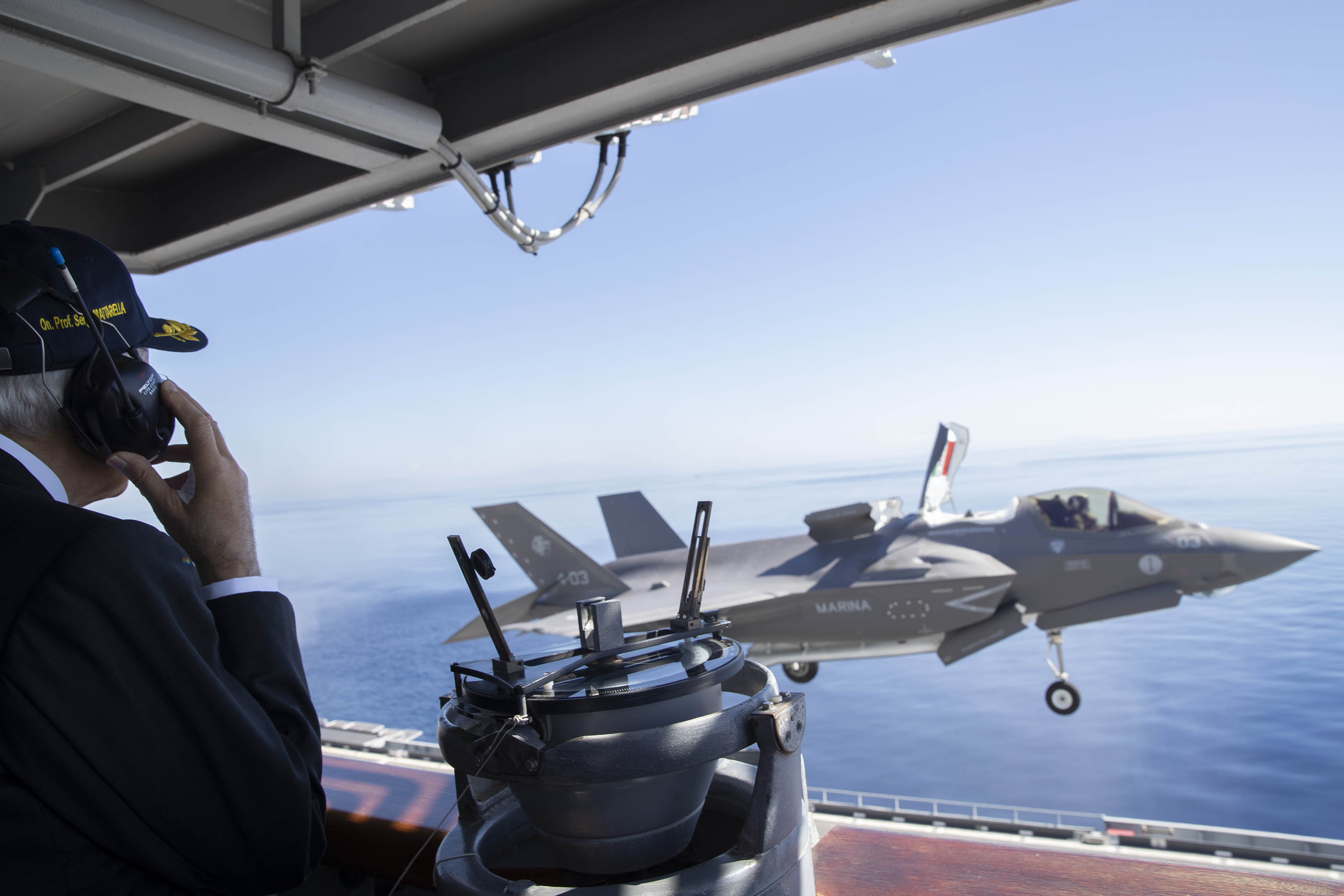
Un F35 della Marina Militare visto dal Cavour

L'integrazione è avvenuta con il programma Joint Strike Fighter commissionato dagli Stati Uniti in collaborazione con Regno Unito, Italia, Paesi Bassi e altre nazioni). 
Partita per gli Stati Uniti il 29 gennaio 2021, la nave approdò nella base navale di Norfolk, Virginia, il 13 febbraio 2021.
Il 28 febbraio iniziò la fase "calda" della campagna "Ready for Operations", con il primo appontaggio di un velivolo F-35B dei Marines sul ponte della portaerei il 1º marzo, e che rappresentò un passaggio fondamentale nel lungo e complesso processo di certificazione all'impiego dei nuovi velivoli.
I test di compatibilità durati quattro settimane, hanno rappresentato una pietra miliare nel percorso di acquisizione della strategica capacità di impiego dei nuovi velivoli, cui farà seguito, entro la fine del 2024, la "Initial Operational Capability".

## Impiego operativo

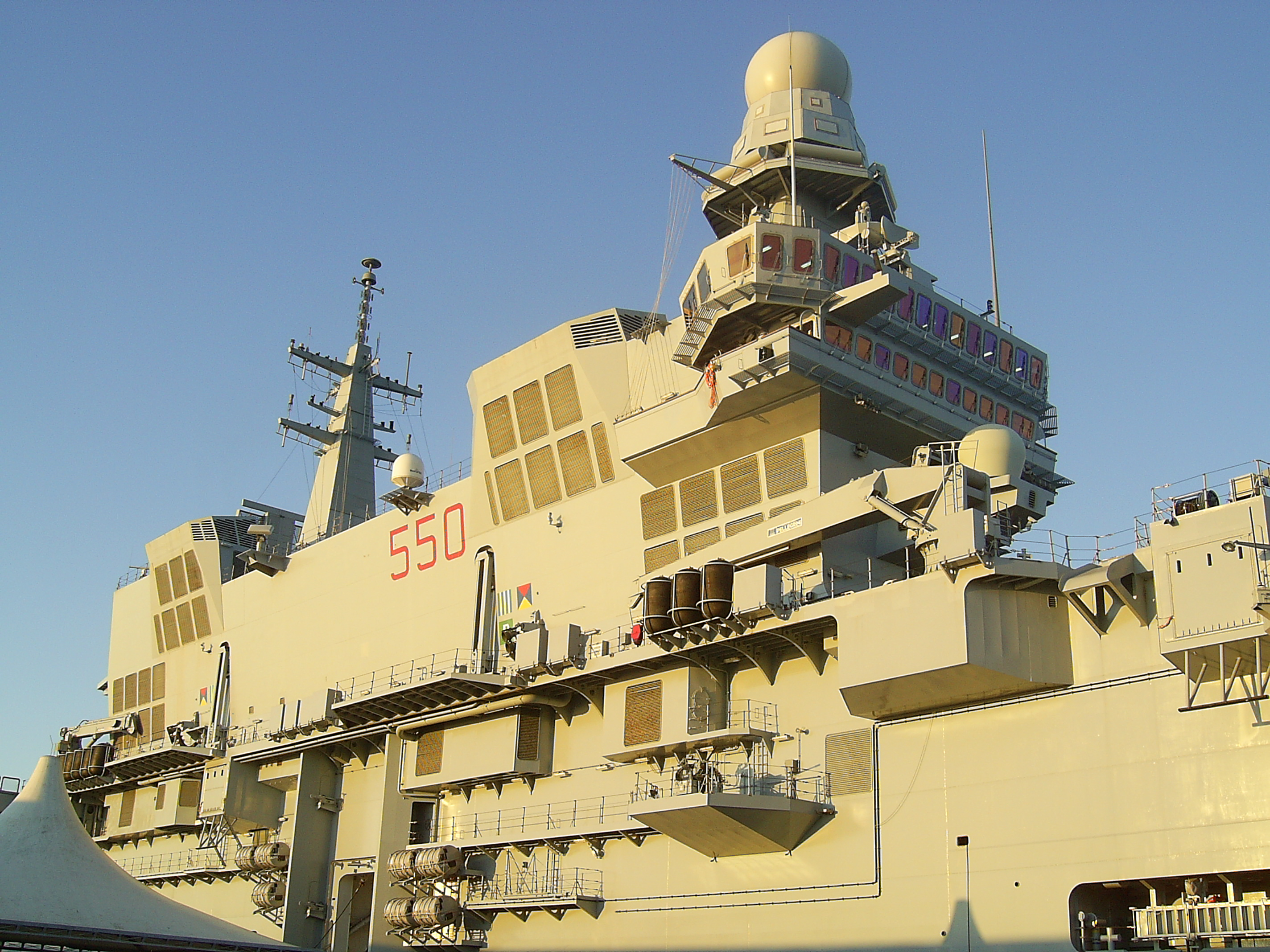
Lato di dritta (destro) della portaerei Cavour.

La prima missione operativa del Cavour, al comando del capitano di vascello Gianluigi Reversi, ha avuto luogo il 19 gennaio 2010 ad Haiti, allo scopo di recare aiuto alla popolazione colpita dal catastrofico terremoto.

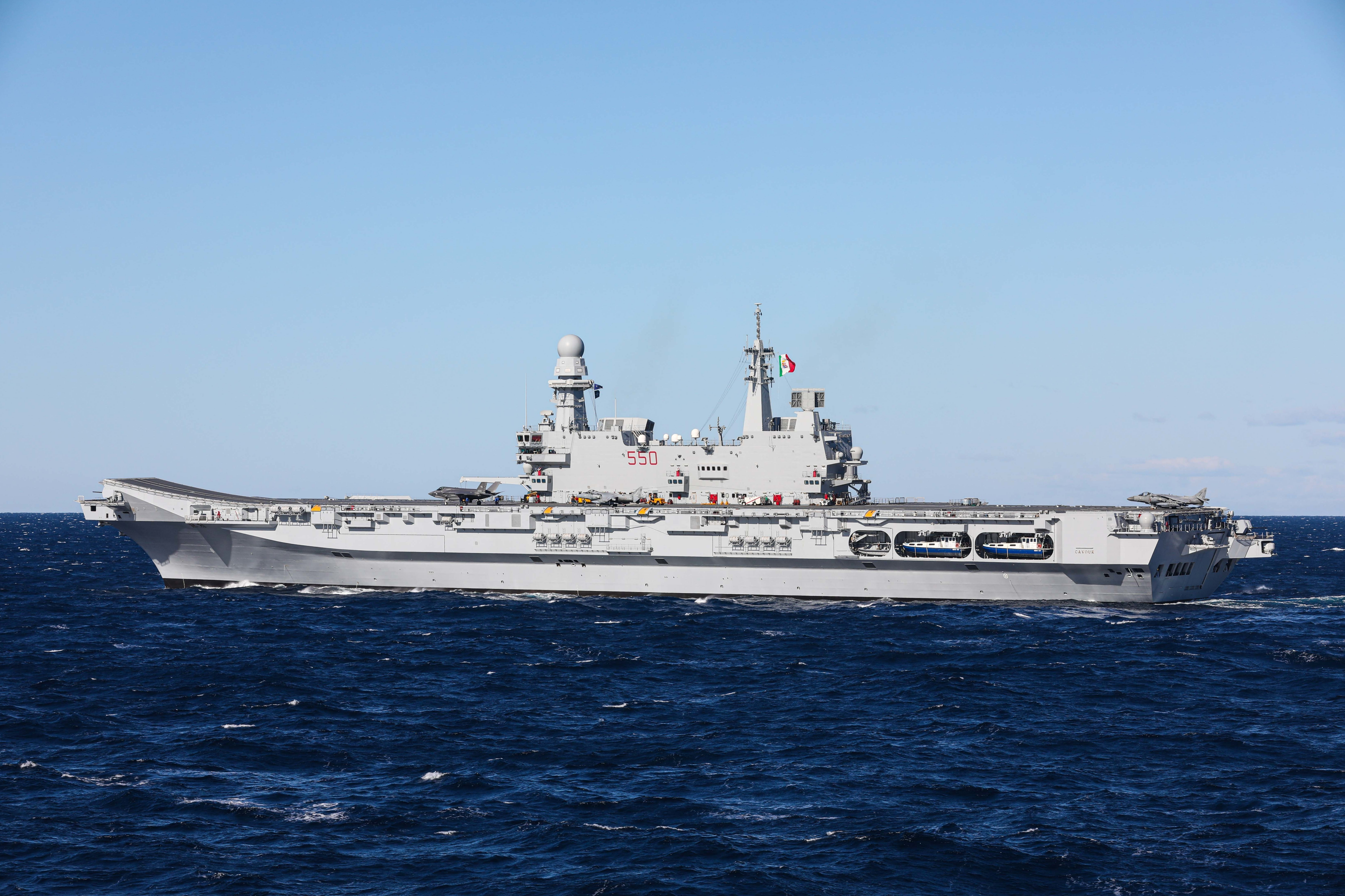
vista di babordo della nave

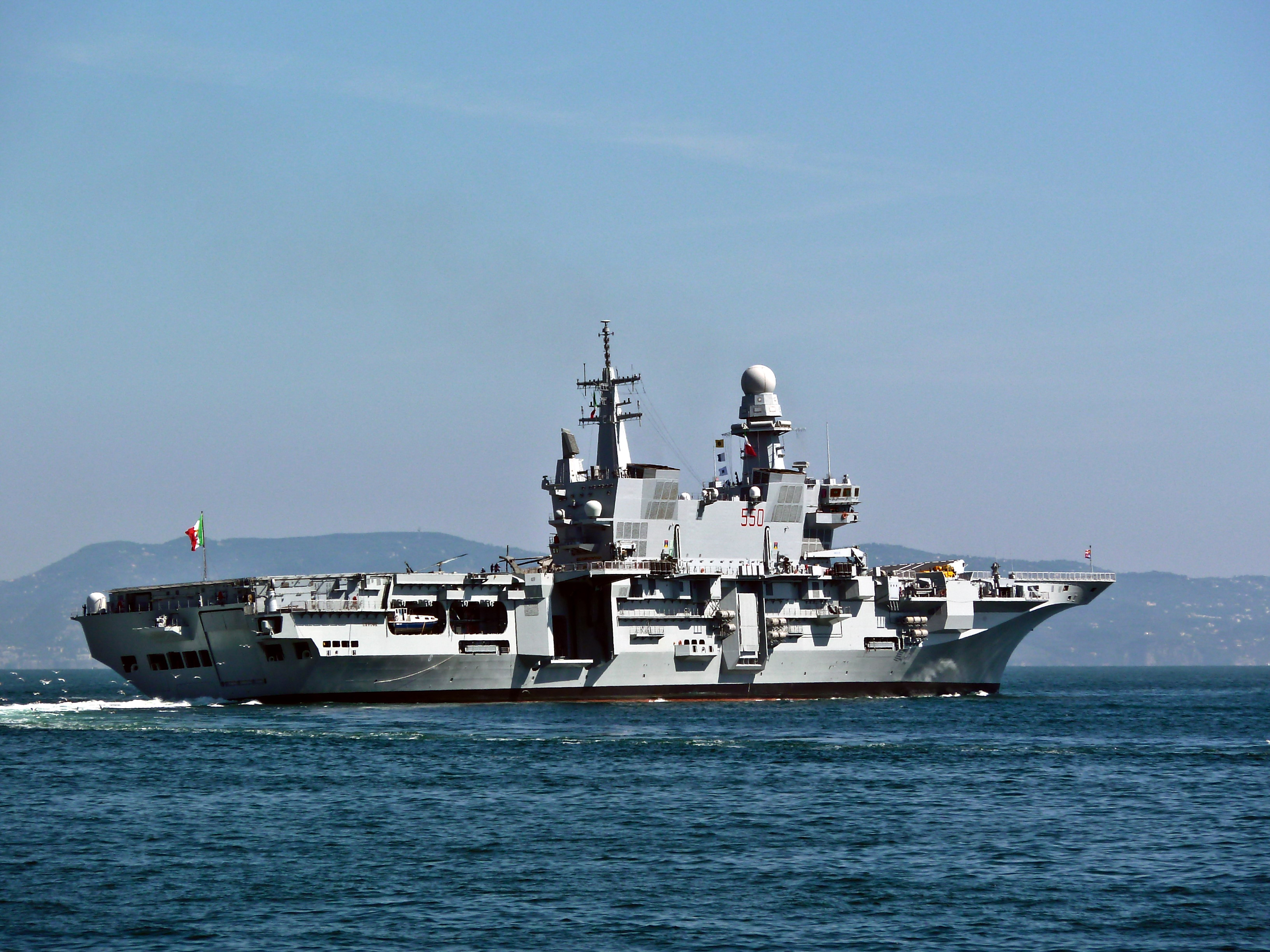
Vista di tribordo della portaerei a Napoli.

Si è trattato di un'operazione congiunta tra le forze armate italiane e quelle brasiliane. Il dispositivo nazionale interforze, che ha preso parte all'operazione, denominata "White Crane", risultava composto da quasi mille unità di personale tra militare e civile e con circa 200 tonnellate di viveri.
La portaerei ha preso poi parte, nel golfo di Napoli, alle celebrazioni della Festa della Marina Militare il 10 giugno 2010.
Il 24 febbraio 2011 il Ministro della difesa La Russa ha dichiarato che anche questa nave era stata mobilitata all'interno del meccanismo navale italiano disposto nel Mediterraneo in risposta ai rivolgimenti sociopolitici in Libia.
Da novembre 2013 ad aprile 2014, assieme al 30º Gruppo Navale, ha effettuato il periplo del continente africano.
Nel mese di novembre 2014 è stata impegnata per attività di rappresentanza ed intensa attività addestrativa nel mar Adriatico ("solcato" per la prima volta) e nel mar Ionio, toccando i porti di Augusta, Trieste, Bari, Ortona (fonda), Teodo (Montenegro) e Ragusa (Croazia).
Dal giugno 2015 è stata la nave ammiraglia della missione Operazione Sophia (EUNAVFOR Med), fino al maggio 2016.

## Costi
La costruzione della sola piattaforma è costata circa 900 milioni di euro, cui vanno aggiunti circa 23 milioni di euro per la fornitura di apparati minimi per la navigazione, 35 milioni relativi al supporto integrato ed ulteriori 150 milioni di euro in forniture dei sistemi di comando e controllo, le comunicazioni, i sistemi d'arma a corto/medio raggio. Per un totale di 1 108 milioni di euro, a queste spese poi vanno ad aggiungersi circa 192 milioni di euro per tutti i sistemi d'arma non compresi in quelli precedentemente menzionati per un costo complessivo pari a 1,3 miliardi di euro. Tale somma è stata coperta con fondi ordinari del Ministero della difesa e dello sviluppo economico per una somma di 1 003 milioni di euro suddivisa in stanziamenti pari a 50 milioni di euro fino al 2001, 35 milioni di euro nel 2001, 78 milioni di euro nel 2002, 92 milioni di euro nel 2003, 185 milioni di euro nel 2004, 177 milioni di euro nel 2005, 25 milioni di euro nel 2006, 211 milioni di euro nel 2007, 150 milioni di euro nel 2008. I restanti 297 milioni di euro sono stati stanziati con fondi straordinari del ministero.
Il 30 luglio 2013, in un'audizione parlamentare, il ministro della difesa Mario Mauro dichiarò che i costi relativi alla portaerei sarebbero ammontati a complessivi 3,5 miliardi di euro. Il ministero successivamente precisò che i reali costi della piattaforma navale erano di circa 1,5 miliardi di euro, al netto dei futuri aeromobili F-35 e del relativo sistema di supporto logistico.

## Comandanti
| Comandante                   | Periodo   |
| ---------------------------- | --------- |
| CV Gianluigi Reversi         | 2008-2010 |
| CV Aurelio De Carolis        | 2010-2011 |
| CV Stefano Barbieri          | 2011-2013 |
| CV Francesco Milazzo         | 2013-2014 |
| CV Luca Conti                | 2014-2015 |
| CV Alberto Sodomaco          | 2015-2016 |
| CV Roberto Micelli           | 2016-2018 |
| CV Gioacchino Andrea Ventura | 2018-2019 |
| CV Marco Casapieri           | 2019-2020 |
| CV Giancarlo Ciappina        | 2020-2021 |
| CV Francesco Saladino        | 2021-2022 |
| CV Enrico Vignola            | 2022-2023 |
| CV Milos Argenton            | Dal 2023  |

## Galleria d'immagini

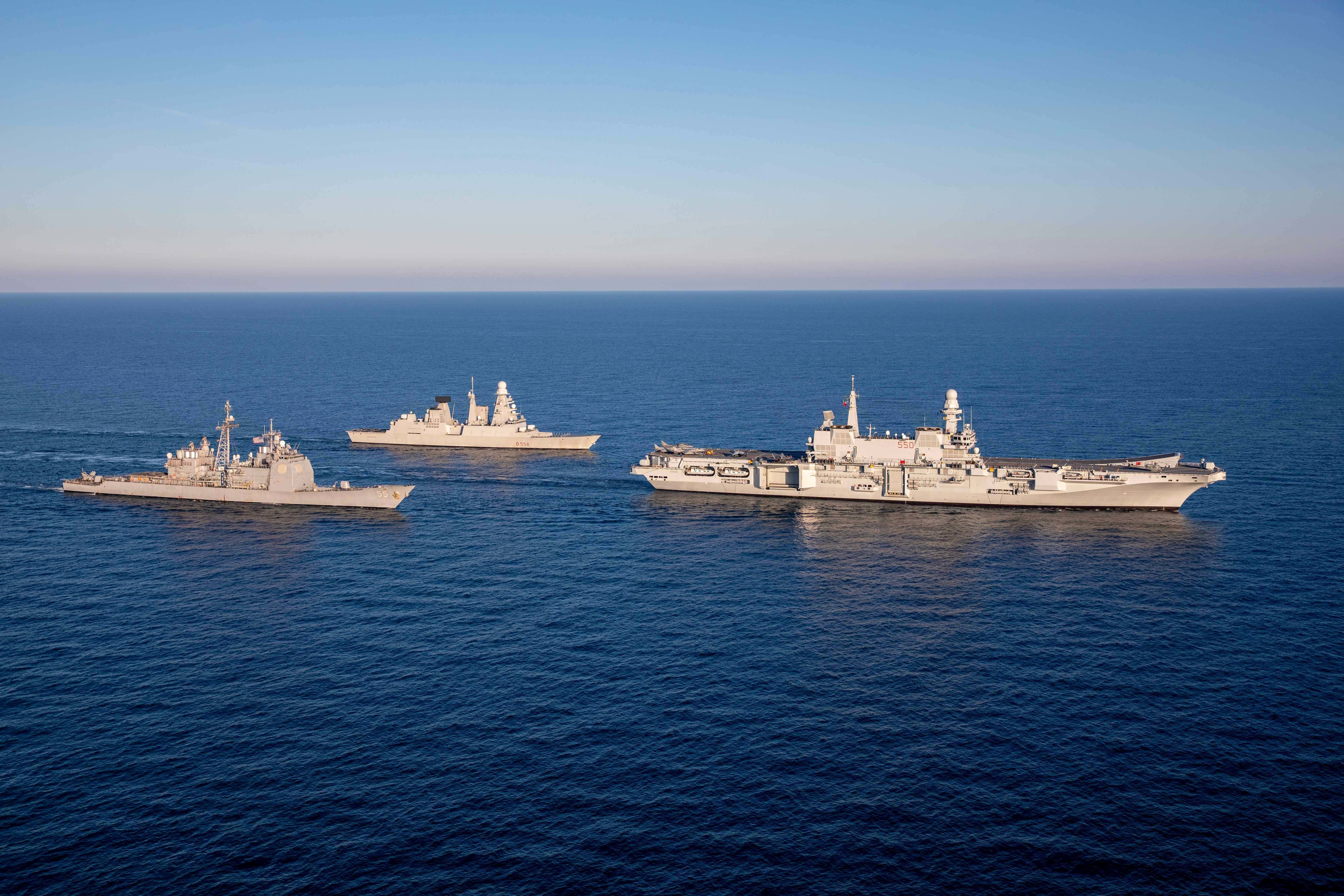
Il Cavour con scorta (in alto a sx la Caio Duilio (D 554).
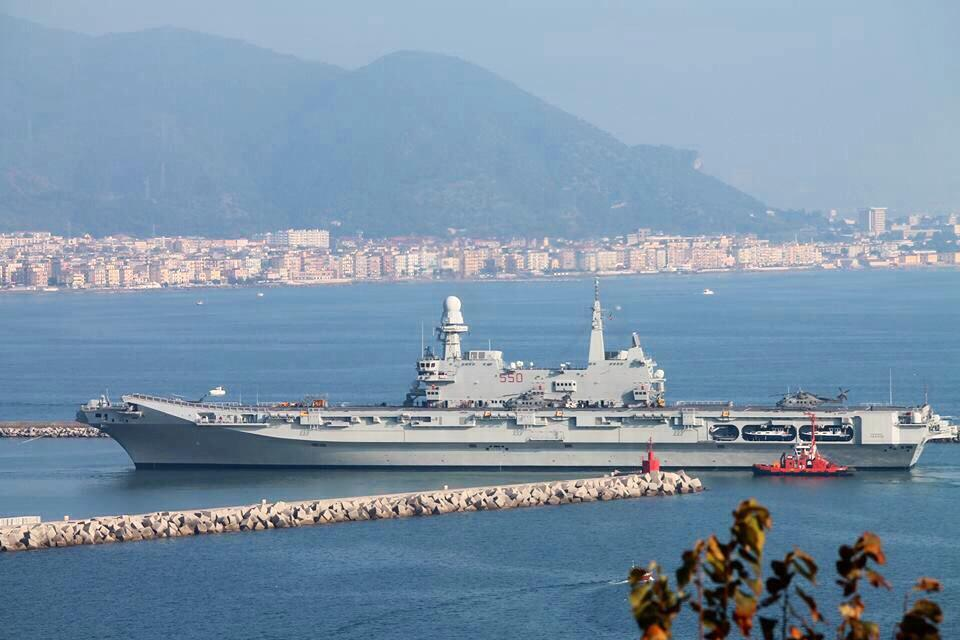
Il Cavour presso Salerno.
Francobollo celebrativo delle Poste Italiane dedicato al Cavour.
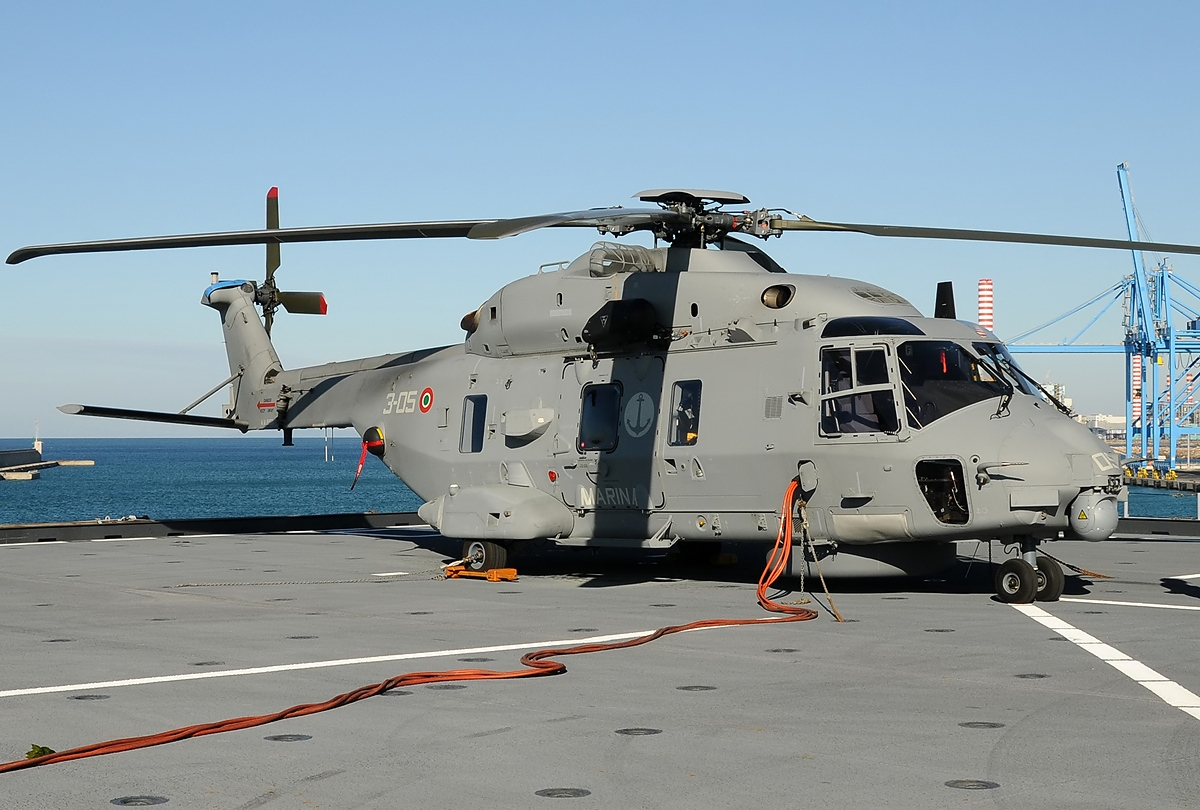
NH-90.
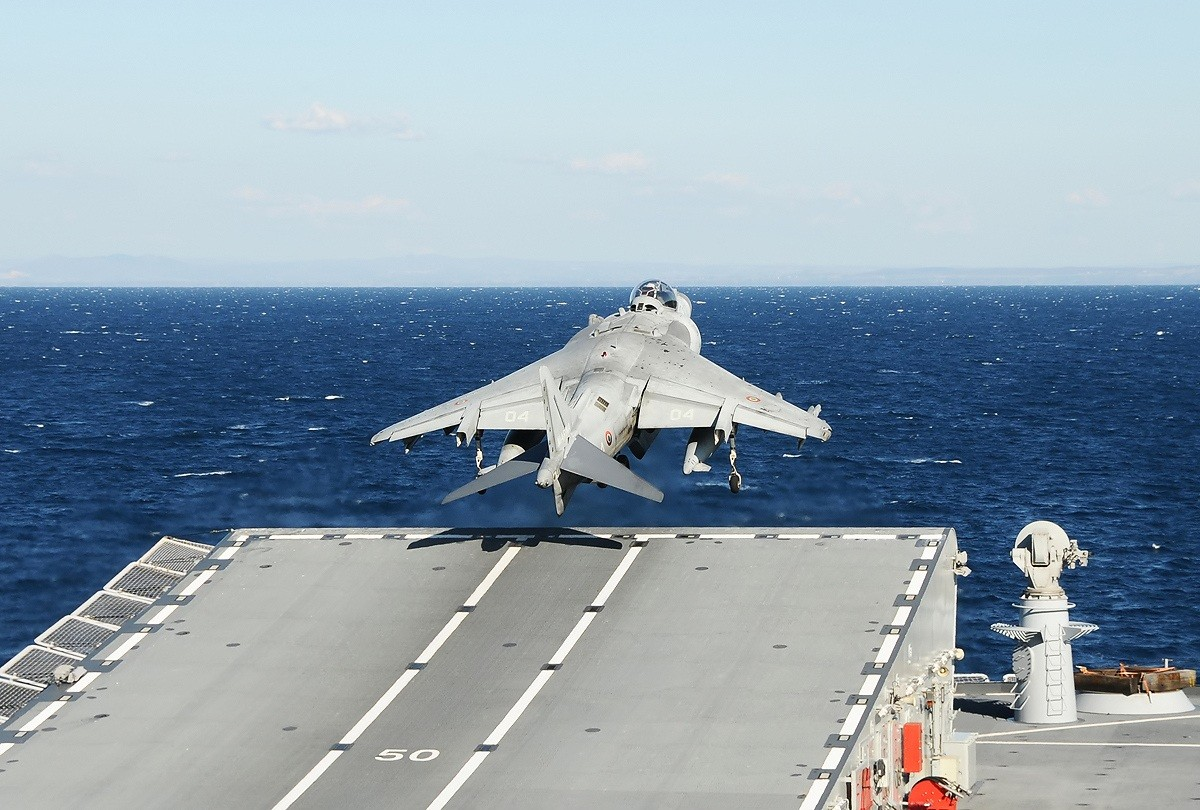
Harrier II della Marina Militare.
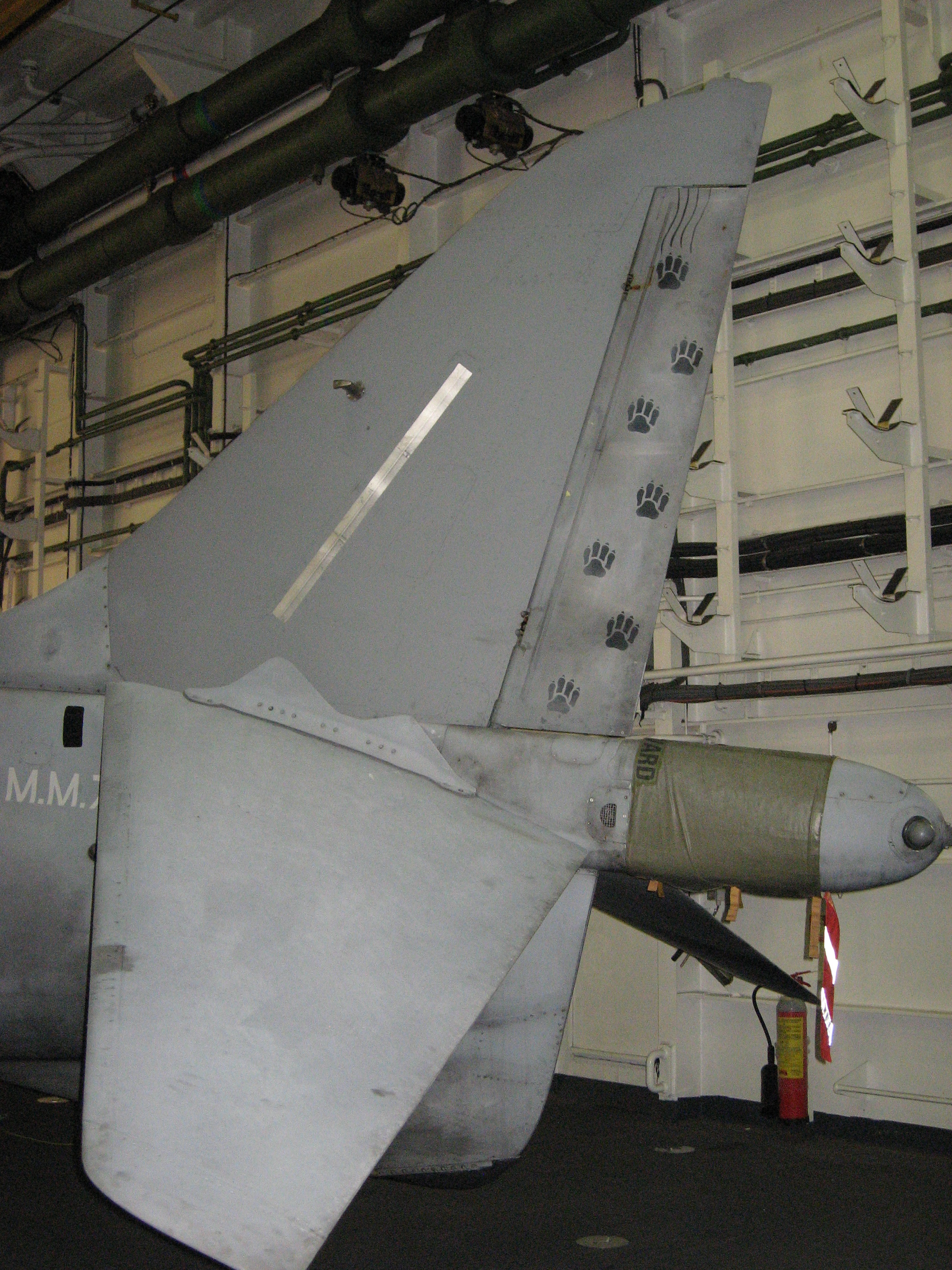
Particolare della coda dell'Harrier.
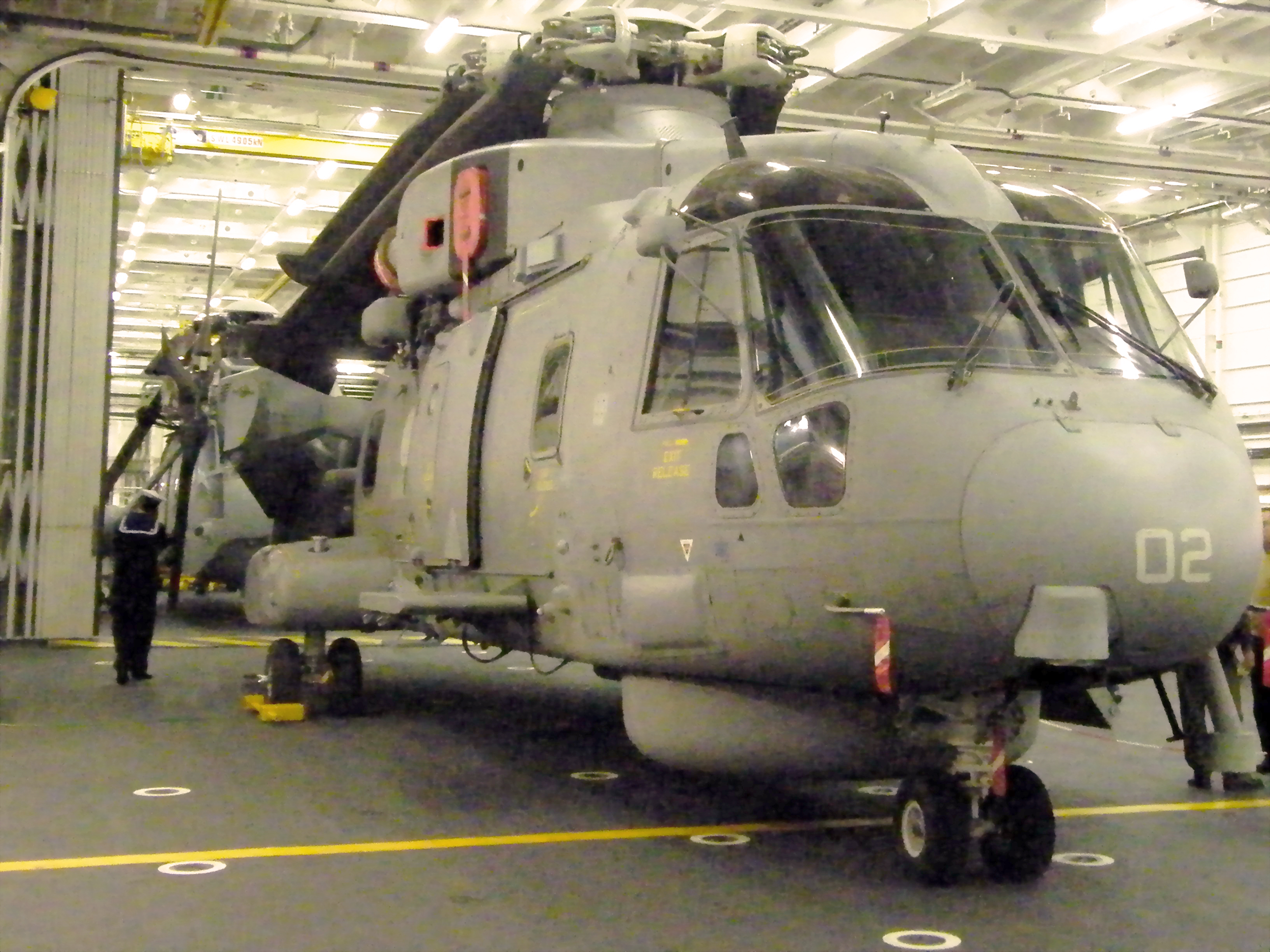
EH 101 ASW.
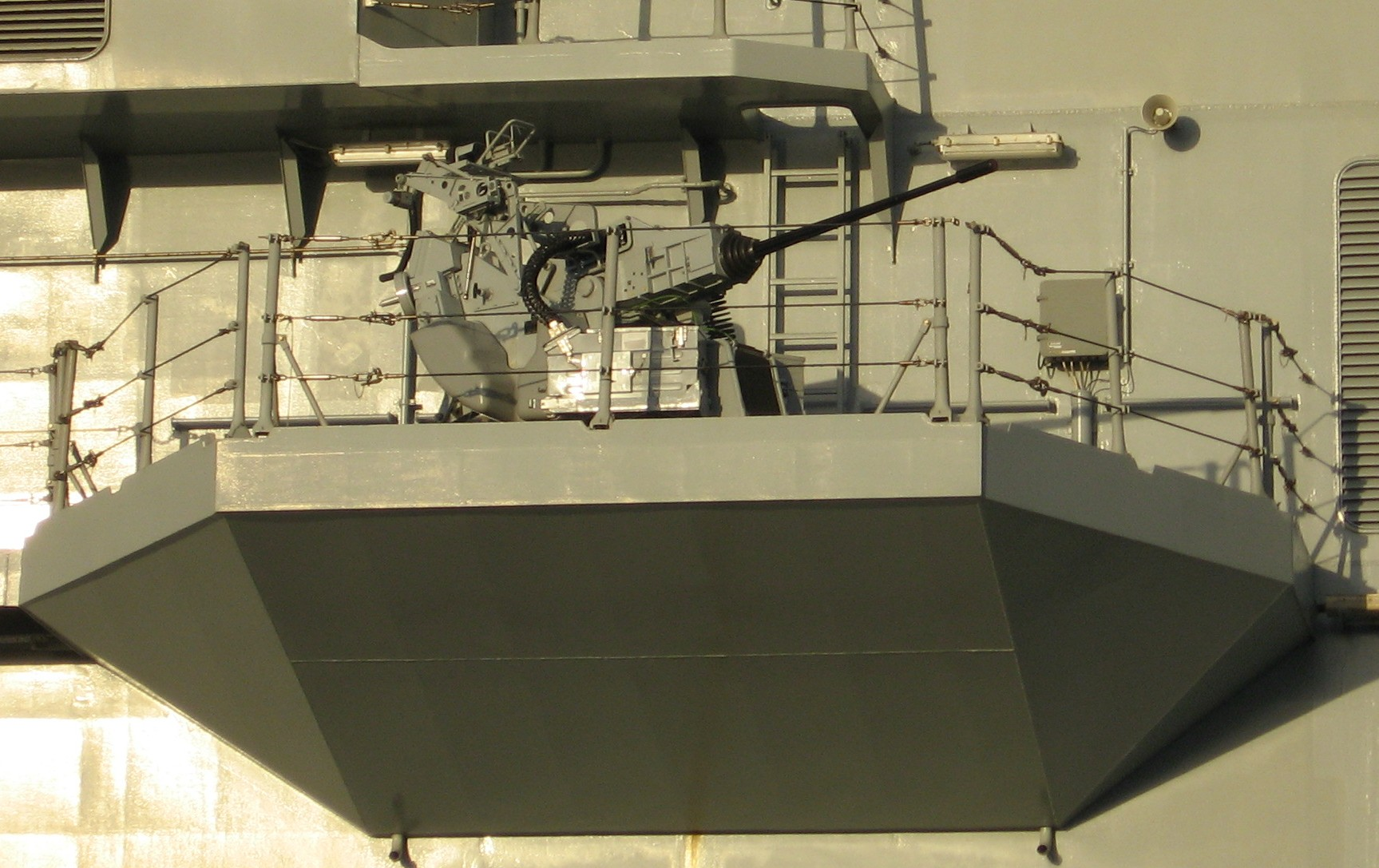
Oerlikon KBA.